# ハッピー フィート2 踊るペンギンレスキュー隊
『ハッピー フィート2 踊るペンギンレスキュー隊』（原題: Happy Feet Two）は2011年の3DCGアニメーションのオーストラリア・アメリカ映画である。2006年に制作された『ハッピー フィート』の続編である。

## 概要
アメリカでは同年11月18日、日本では11月26日に公開された。
主人公の日本語吹き替えを子役の鈴木福が、前作の主人公マンブルの吹き替えを劇団ひとりが担当した。また、歌手のクリスタル・ケイがグローリア役として出演する等前作の吹き替えキャストが一部を除き変更されている。

## ストーリー
タップダンスの達人として成長し、幼馴染のグローリアとも結婚したマンブルだったが、二人の間に生まれた息子エリックがダンス嫌いであるという悩みを抱えていた。ある日、エリックはマンブルの元から飛び出すが、そこで空飛ぶペンギンのマイティ・スヴェンと出会う。そんな時、ペンギンたちが暮らすエンペラー帝国が巨大な氷山の倒壊に巻き込まれ、グローリアや仲間たちが氷山に閉じ込められてしまう。エンペラー帝国の外にいて無事だったマンブルやエリックらは仲間たちを救うために奔走。エリックはそんなマンブルの勇敢な姿を見て大切なことを学んでいく。

## キャスト（声の出演）
| 役名                 | 英語版声優                   | 日本語吹き替え                                                                                             |
| -------------------- | ---------------------------- | --- |
| マンブル             | イライジャ・ウッド           | 劇団ひとり                                                                                                 |
| ラモン / ラブレイス  | ロビン・ウィリアムズ         | 山寺宏一                                                                                                   |
| スヴェン             | ハンク・アザリア             | 山路和弘                                                                                                   |
| グローリア           | アレシア・ムーア（P!NK）     | クリスタルケイ                                                                                             |
| ウィル               | ブラッド・ピット             | 設楽統 |
| ビル                 | マット・デイモン             | 日村勇紀                                                                                                   |
| カルメン             | ソフィア・ベルガラ           | 雨蘭咲木子                                                                                                 |
| シーモア             | コモン                       | 江川央生                                                                                                   |
| エリック             | エイヴァ・エイカーズ         | 鈴木福 原田拓晶(歌)                                                                                        |
| 長老ノア             | ヒューゴ・ウィーヴィング     | 水野龍司                                                                                                   |
| 浜の大将ブライアン   | リチャード・カーター         | 磯部勉 |
| バイオラ先生         | マグダ・ズバンスキー         | さとうあい                                                                                                 |
| アルファ・スクーア   | アンソニー・ラパリア         | 石井隆夫                                                                                                   |
| アティカス           | ベンジャミン・フローレス・Jr | 坂本千夏                                                                                                   |
| ラウル               | ロンバルド・ボイヤー         | 高木渉 |
| ネスター             | カルロス・アラズラキ         | 稲葉実 |
| リナルド             | ジェリー・ガルシア           | 小森創介                                                                                                   |
| ロンバルド           | ジョニー・A・サンチェス      | 多田野曜平                                                                                                 |
| メンフェス           |                              | 谷昌樹 |
| ノーマジーン         |                              | 渋谷はるか                                                                                                 |
| ウィエン             | リー・ペリー                 | 三宅健太                                                                                                   |
| ダレン               |                              | 森本陽 |
| シェイン             |                              | 池澤巧貢                                                                                                   |
| ボリウッドのペンギン | プジャ・モヒンドラ           | 嶋田翔平                                                                                                   |
| 長老エッグバート     |                              | 秋元羊介                                                                                                   |
| 長老                 |                              | 玉野井直樹                                                                                                 |
| ギャルペンギン       |                              | 寺門真希 藤村悠樹 岡田めぐみ                                                                               |
| コウテイペンギン     |                              | 遠藤大智 北村謙次 早志勇紀 辺土名龍介                                                                      |
| 地上の男ペンギン     |                              | 坂本くんぺい                                                                                               |
| 地上の女ペンギン     |                              | 杉浦慶子                                                                                                   |
| 男群衆               |                              | 宇宙 |
| 女ペンギン           |                              | さがらえみ                                                                                                 |
| 女ファン             |                              | 冨樫かずみ                                                                                                 |
| ヒゲペンギン         |                              | 川原慶久                                                                                                   |
| ヒョウアザラシ       |                              | 山本匠晃                                                                                                   |
| ペンギン(コーラス)   |                              | 勝山紀子 竹沢敦子 高橋JACKIE香代子 柴田穗積 比山貴咏史 宮下文一 松谷麗王 石橋勇 松田レレ 高井駿瑠 阿部昇真 |

## Blu-ray/DVD
日本ではワーナー・ホーム・ビデオよりBlu-ray/DVDソフトが発売された。
- 【初回限定生産】ハッピー フィート2 踊るペンギンレスキュー隊 ブルーレイ&DVDセット（2枚組、2012年3月20日発売）
- ハッピー フィート2 踊るペンギンレスキュー隊 3D&2Dブルーレイセット（2枚組、2012年3月20日発売）
- ハッピー フィート2 踊るペンギンレスキュー隊 ブルーレイ（1枚組、2012年11月7日発売）
- ハッピー フィート2 踊るペンギンレスキュー隊 DVD（1枚組、2012年11月7日発売）

## その他
- 本作とレベルファイブのテレビゲーム『イナズマイレブンGO』がコラボ[3]したCMが放送された。内容はゲーム内で『皇帝ペンギン3号』という必殺技を繰り出す鬼道有人、不動明王、佐久間次郎の3人が「もっとすごいペンギンがやってくる!」という本作を知り劇場に足を運ぶというもの。